# Borgehage
Borgehage är en by i Borgholms kommun på Öland. Här finns bland annat badplats samt en tennisbana och en boulebana. Den privata vägen till Solliden går genom den norra delen av Borgehage. I orten ligger även Hagaberg, som är en villa där prinsessan Sibylla ibland bodde.